# HTML Application
Pour les articles homonymes, voir HTA.
Une HTML Application est un fichier exécutable (et interprété) de Microsoft avec l'extension de nom de fichier hta et qui s'exécute à partir du navigateur web Internet Explorer 4.0 ou ultérieur[réf. nécessaire] ou du programme mshta.exe de Windows.
Il est composé de HTML et si besoin de code JScript, ou VBScript qui est exécuté avec le programme Windows Scripting Host (WSH)[réf. nécessaire].
La page est déclarée dans sa section <HEAD> comme étant une application HTA avec une balise du type <HTA:APPLICATION ID="rep" APPLICATIONNAME="Essai">;
Le code du script vbs est inséré dans la section <HEAD> entre deux balises <SCRIPT TYPE="text/VBScript"> et </SCRIPT>.
Il est ainsi possible de construire un formulaire web et d'y associer les traitements correspondants fonctionnant sur la machine locale par le biais d'un appel d'une procédure ou d'une fonction lié à un contrôle (Widget).